# Petelia vexillaria
Petelia vexillaria är en fjärilsart som beskrevs av Swinhoe 1885. Petelia vexillaria ingår i släktet Petelia och familjen mätare. Inga underarter finns listade i Catalogue of Life.